# Labroidei
Los Labroidei son un suborden de peces dentro del orden Perciformes.

## Sistemática
Existen seis familias encuadradas en este suborden:
- Familia Cichlidae - Tilapias y Mojarras de agua dulce.
- Familia Embiotocidae - Mojarras vivíparas.
- Familia Labridae (Cuvier, 1816) - Doncellas y otros lábridos.
- Familia Odacidae - Odácidos
- Familia Pomacentridae - Castañetas y Jaquetas.
- Familia Scaridae (Rafinesque, 1810) - Peces loro.